# Myrmecium latreillei
Myrmecium latreillei är en spindelart som först beskrevs av Lucas 1856.  Myrmecium latreillei ingår i släktet Myrmecium och familjen flinkspindlar. Inga underarter finns listade i Catalogue of Life.